# Kill (Gewässer)
Ein Kill ist die Bezeichnung für eine Wasserstraße, die vor allem im Großraum New York benutzt wird. Sie leitet sich vom mittelniederländischen kille für „Flussbett“ oder „Meeresarm“ ab (vgl. ndl. kil für „Kanal“). Die Namen hatten sich während der Kolonialzeit von Nieuw Nederland eingebürgert und wurden nach der Übernahme durch die Briten beibehalten.

## Beispiele
- Kill Van Kull
- Arthur Kill
- Fresh Kills
- Bronx Kill
- Schuylkill River
- Catskill Mountains
- Fishkill, NY